# 1638 en littérature
| Années de la littérature : 1635 - 1636 - 1637 - 1638 - 1639 - 1640 - 1641    |
| Décennies de la littérature : 1600 - 1610 - 1620 - 1630 - 1640 - 1650 - 1660 |

Cet article présente les faits marquants de l'année 1638 en littérature.

## Événements
- Avril : le poète anglais John Milton quitte l'Angleterre pour un voyage en l'Italie.  Il passe par Paris et Nice d’où il s'embarque pour Gênes, puis va à Pise et à Florence où il passe les mois d'août et de septembre et rencontre Galilée assigné à résidence. Il visite Sienne, Rome où il passe deux mois dans la villa de Manso, puis Naples. Il rentre à Horton en août 1639, passant par Venise et Genève où il rend visite à Giovanni Diodati[1].
- 24 septembre (14 septembre du calendrier julien) : à sa mort, John Harvard lègue sa bibliothèque et la moitié de ses biens à l'Université Harvard, don à l'origine de la bibliothèque de l'université Harvard[2].
- Isaac de Benserade publie une paraphrase en vers des neuf leçons de Job dédiée à une dame en l'accompagnant d'un sonnet qui est mis en parallèle à celui de Vincent Voiture À Uranie, ce qui déclenche la Querelle des jobelins et des uranistes[3].

## Parutions
- 16 octobre : privilège du roi accordé à l'ouvrage de La Mothe Le Vayer, Considérations sur l’éloquence françoise de ce tems, Paris, Sébastien Cramisy, 1638 (présentation en ligne).

- Claude Saumaise, De usuris liber, Leyde, Lugd. Batavor ex officina Elseviriorum, 1638 (présentation en ligne), traité sur l'intérêt et l'usure qui déclenche une « querelle de l'Usure » initiée par le juriste Petrus Cunaeus[4].
- Pierre Le Baud, Histoire de Bretagne, Paris, Gervais Alliot, 1638 (présentation en ligne), ouvrage suivit par un Recueil armorial de Bretagne de Pierre d'Hozier[5].
- Maximilien de Béthune, Œconomies royales : ou Mémoires des sages et royalles œconomies d'Estat, domestiques, politiques et militaires de Henry le Grand, Amstelredam, au château de Sully, Aletinosgraphe de Clearetimelee et Craphexecon de Pistariste, 1638 (présentation en ligne).
- The Man in the Moone, roman de Francis Godwin, traduit en français en 1648 par Jean Baudoin sous le titre  L’Homme dans la Lune, ou Le Voyage chimérique fait au Monde de la Lune, nouvellement découvert par Dominique Gonzalès, aventurier espagnol, autrement dit Le Courrier volant.[6].

## Naissances
- 24 janvier : Charles Sackville, 6e comte de Dorset, poète et courtisan anglais († 29 janvier 1706).
- 13 mai : Richard Simon, exégète français († 11 avril 1712).
- 17 juillet : Giovanni Lorenzo Lucchesini, jésuite et homme de lettres italien († 28 février 1716).
- 5 août : Nicolas Malebranche, philosophe, prêtre et théologien français († 13 octobre 1715).
- 6 octobre : Edme Boursault, homme de lettres français († 15 septembre 1701).

## Principaux décès
- 27 janvier : Gonzalo de Céspedes y Meneses, écrivain espagnol (° vers 1585).
- 19 avril : Jeremias Drexel S.J. (Jérémie Drexel, ou Drechsel, ou Drexelius), jésuite et écrivain allemand (° 1581).
- 23 juin : Guilhem Ader, poète français de langue occitane (° vers 1570).
- 25 juin : Juan Pérez de Montalván, prêtre, écrivain, auteur dramatique, poète et nouvelliste espagnol (° vers 1602).
- 14 octobre : Gabriello Chiabrera, poète italien de la fin de la Renaissance (° 18 juin 1552).
- 8 décembre : Ivan Gundulić, poète baroque croate (° 9 janvier 1589).